# Vogelkoje Meeram

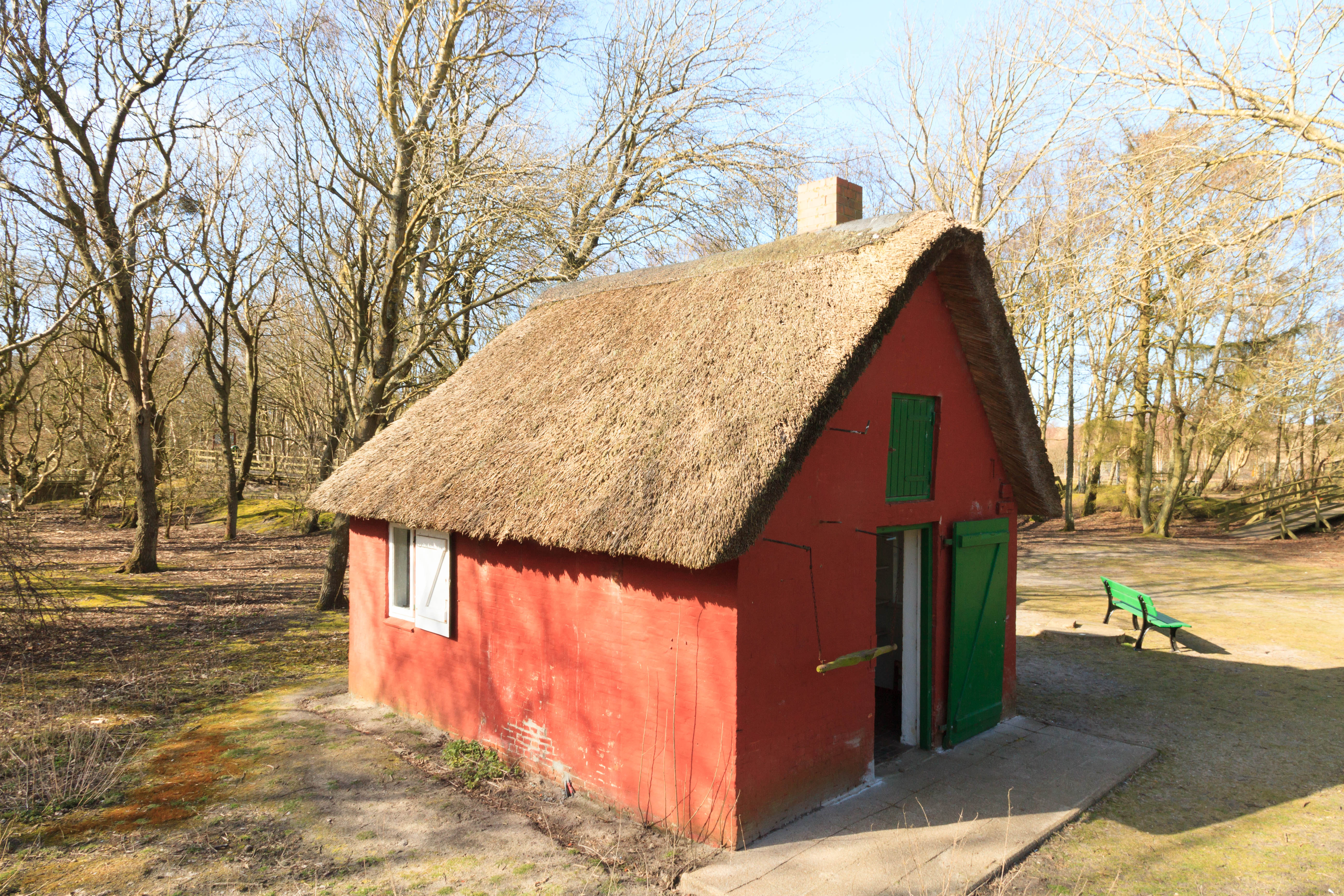
Das „Vogelkojenwärterhäuschen“

Die Vogelkoje Meeram war eine von zwei Vogelkojen auf der Nordseeinsel Amrum (Kreis Nordfriesland, Schleswig-Holstein), die dem Fang von Wildenten diente. Heute gilt sie als ein Kulturdenkmal aus den Zeiten der Selbstversorgung auf den Inseln.
Die Vogelkoje Meeram liegt östlich des Naturschutzgebietes Amrumer Dünen und etwa 2 Kilometer südlich von Norddorf im nördlichsten Zipfel der Gemeinde Nebel, etwa 2,5 Kilometer vom Zentrum des Dorfes entfernt.
Die historische Fanganlage war von 1866 bis 1936 in Betrieb. Seit 2011 ist das Gebiet mit den angrenzenden Biotopen sowie dem archäologischen Areal ein „Naturerlebnisraum“. Dieser soll per Definition im Landesnaturschutzgesetz „den Besuchern ermöglichen, Natur, Naturzusammenhänge und den unmittelbaren Einfluss des Menschen auf die Natur zu erfahren“.
Die zweite Amrumer Vogelkoje befand sich in Süddorf (heute auf dem Gebiet von Wittdün auf Amrum) und wurde 1883 eingerichtet. Sie war nie rentabel und wurde nach wenigen Jahren geschlossen.

## Aufbau und Fangtechnik

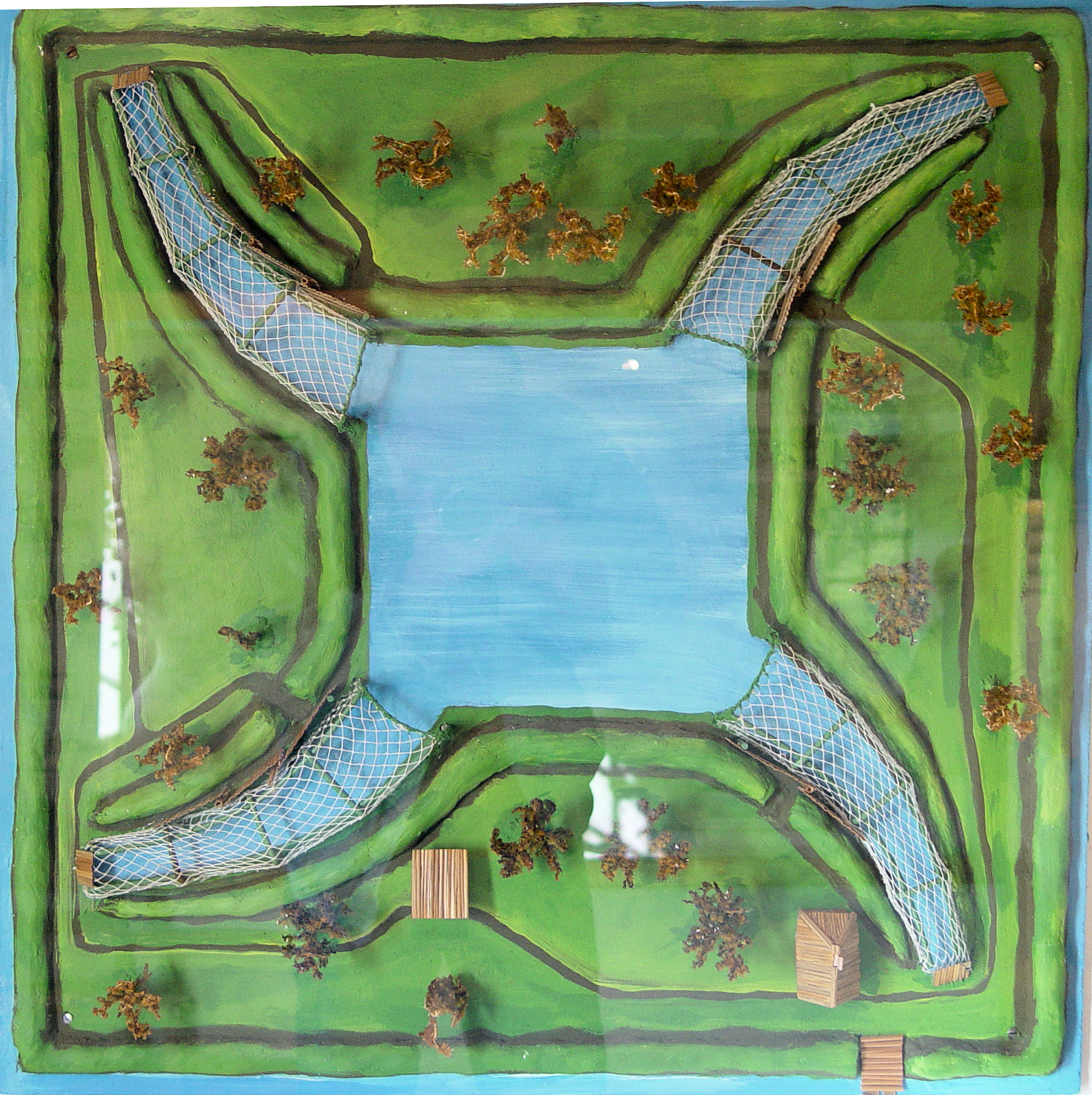
Modell einer Vogelkoje

Die Vogelkoje Meeram besteht aus einem quadratischen, etwa 3.000 Quadratmeter großen Süßwasserteich. Von diesem zweigen an den Ecken vier bogenförmige Seitenkanäle, sogenannte Pfeifen, ab. Sie sind mit Ausnahme des Ausgangs zum Teich rundherum mit Netzen überspannt und verjüngen sich zum Ende. Dort münden sie in Reusenanlagen oder Fangkästen.
Die Seiten des Teiches wie auch der Pfeifen waren mit hohem Schilfgras bepflanzt, in das an einigen Stellen Beobachtungslöcher hineingeschnitten waren. Diese waren über Pirschwege für den Kojenmann oder Kojenwart erreichbar, der sich damit von den Enten unbemerkt bewegen konnte. In einem speziellen Entenhaus, der sogenannten Tammkuhle, hielt der Kojenmann gezähmte und kupierte Wildenten, die er als Lockvögel einsetzte. Auf dem Areal der Koje steht zudem noch das Haus des Kojenwärters, in dem dieser während der Fangsaison lebte. Die ganze Anlage war mit einem breiten Graben umgeben, der nur mittels einer Zugbrücke überquert werden konnte. Diese war jedoch während der Fangsaison hochgezogen, damit niemand die Vogelkoje unbefugt betreten konnte.

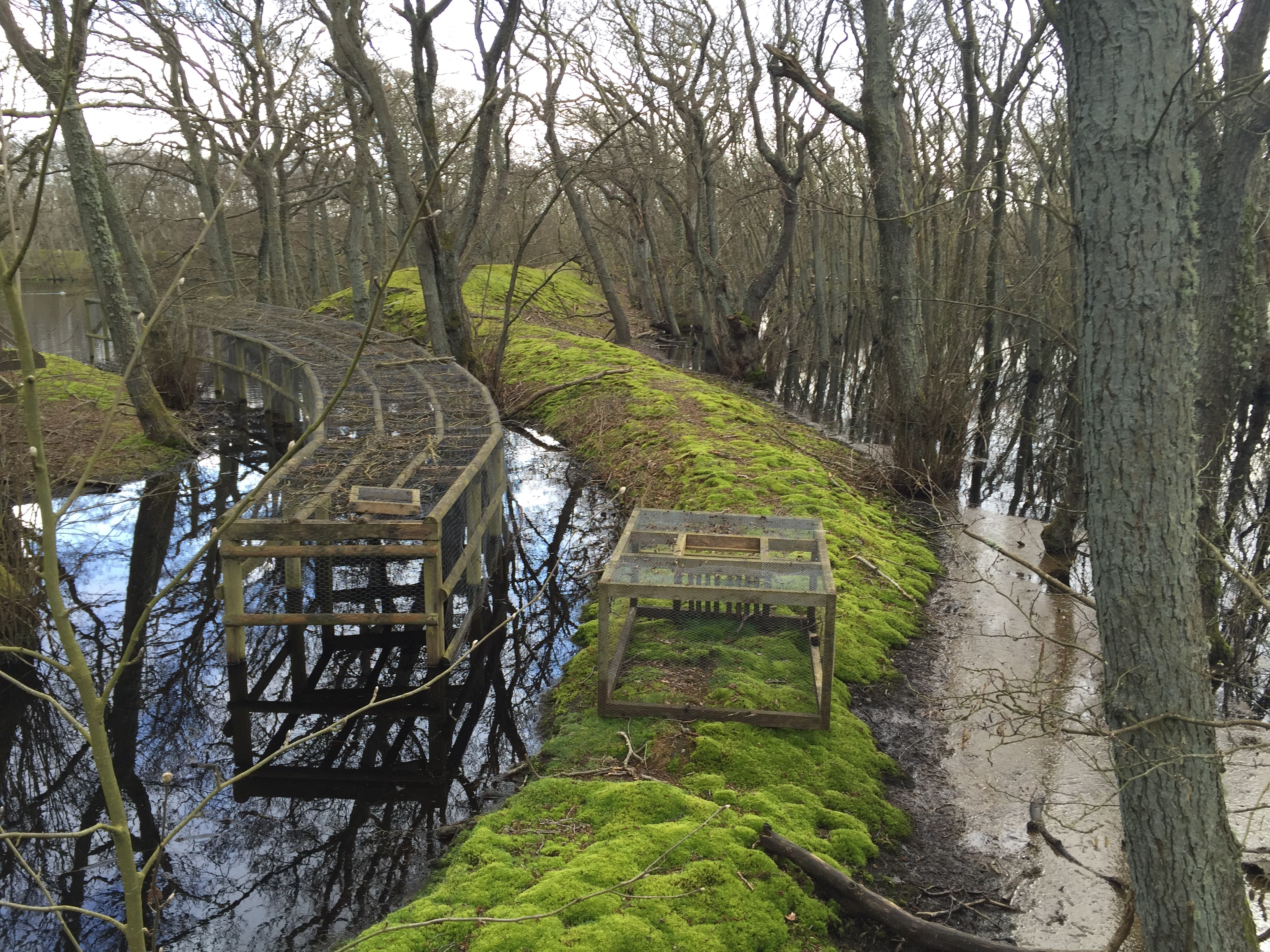
Einer der Fangarme der Vogelkoje Meeram

Zum Fang wurde jeweils der Windrichtung entsprechend die Pfeife benutzt, aus der der Wind herauswehte, da Wildenten stets gegen den Wind landen. Dort streute der Kojenmann während der Fangsaison schwimmendes Futter (meist Gerste) in das Wasser. Die Lockenten zogen ihre auf der offenen Wasserfläche gelandeten Artgenossen zum Futter und damit immer tiefer in die Pfeife. Wegen ihrer gebogenen Form konnten die Wildenten deren Ende nicht einsehen. Waren sie erst einmal weit genug in die Fangarme hineingeschwommen, scheuchte sie der Kojenmann schließlich in die Reusen oder Fangkästen am Ende, wo er sie dann einzeln herausholte und „gekringelt“ bzw. „geringelt“ hat, sie also durch Halsumdrehen tötete. Abends fuhr ein von der Betreibergesellschaft bestellter Vorsteher zur Koje, nahm den Tagesfang entgegen und verteilte die Enten als Dividende an die Anteilseigner. Schwankende Fangergebnisse glich er mit einem ausgeklügelten System aus, so dass er jeden Gesellschafter seinen Anteilen entsprechend bedachte. Später lieferte er die Enten auch in Massen an eine Konservenfabrik.
Viele Vogelkojen wurden ganzjährig betrieben. In Meeram war jedoch nur während des Vogelzuges (meist von Ende August bis Ende Oktober oder Anfang November) Fangsaison. Während dieser Zeit galt rund um die Vogelkoje eine große Ruhezone. Insgesamt fingen die Kojenmänner in der Vogelkoje Meeram zwischen 1867 und 1935 417.569 Enten, vor allem Spießenten (etwa 90 Prozent des Fangertrags), Pfeifenten (etwa sechs Prozent), Krickenten (2,2 Prozent) sowie in geringeren Anteilen auch Stockenten, Löffelenten und einige andere Arten.

## Geschichte
Entenkojen gab es in den Niederlanden bereits seit dem 13. Jahrhundert. Auf Amrum dagegen beschränkte man sich noch weit in das 19. Jahrhundert auf das Sammeln von Seevogeleiern, den Fischfang und die Jagd im Freiland, vor allem den Fang von Wildkaninchen. Um die Versorgungslage auf der kleinen Insel zu verbessern, beschlossen die Amrumer, eine Vogelkoje zu errichten. Nachdem ein erster Anlauf dafür im Jahr 1806 scheiterte, ergriff Nickels Johann Schmidt aus Nebel die Initiative. 1863 erhielt er von der damals noch amtierenden dänischen Verwaltung die Lizenz zum massenhaften Fang von Wildenten. 1866 lud er zu einer Interessentenversammlung. Dort bildeten acht „Hauptinteressenten“, allesamt Männer aus alteingesessenen Amrumer Familien unter Federführung des Pastors Mechlenburg, eine Genossenschaft und erhielten von dieser jeweils zehn Anteile (sogenannte Lose), die sie verkaufen konnten. Festgelegt war, dass die Bewohner der Insel ein Vorkaufsrecht hatten und jeder Interessent höchstens zwei Lose kaufen durfte. Damit wollten die Insulaner offenbar verhindern, dass sich auswärtige Investoren in ihre Fanganlage einkauften.

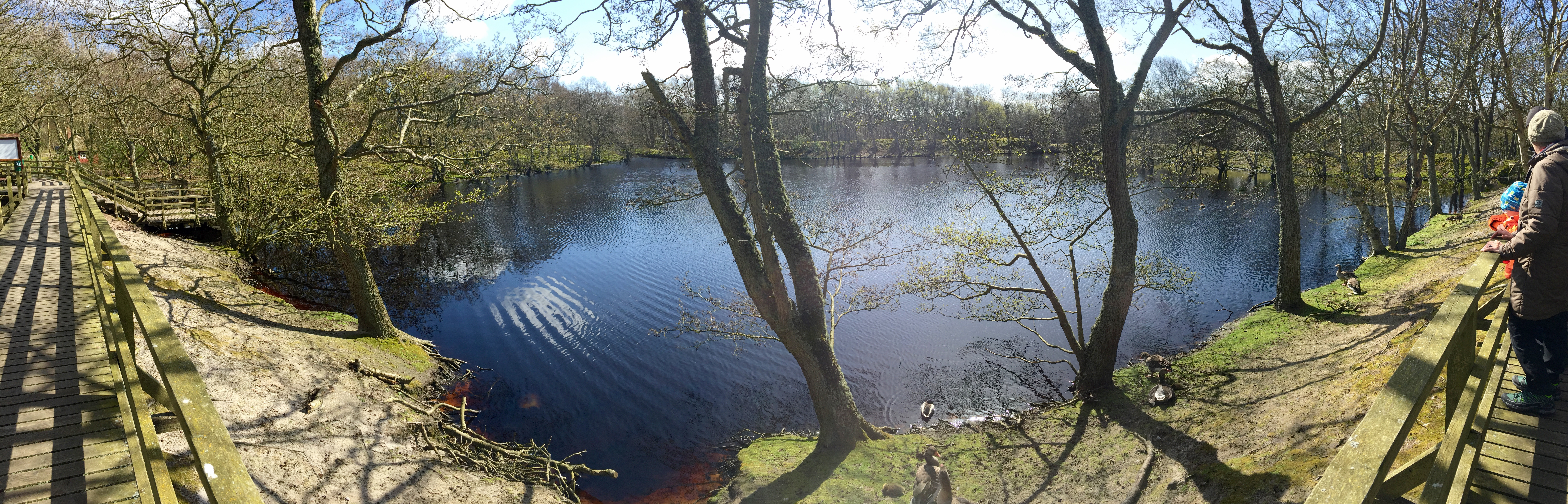
Blick auf die Vogelkoje.

Auf der sumpfigen Heide Meeram am Dünenrand zwischen Norddorf und Nebel begannen die Amrumer im Frühjahr 1866 mit dem Bau der Vogelkoje. Sie entstand in einer eiszeitlichen Mulde aus Wasser stauendem Geschiebemergel. In der umgebenden sandigen Dünenlandschaft ist dies einer der wenigen Plätze, an denen das Wasser gehalten werden kann. Weiteres Wasser führten die Amrumer über Gräben aus benachbarten Dünentälern zu. Vor allem während der Sommermonate sank der Pegel des Teiches trotzdem beträchtlich – ein Problem, das schließlich mit einer windkraftbetriebenen Pumpe gelöst wurde. Im Herbst 1866 waren die Arbeiten abgeschlossen, so dass die Anlage zur Fangsaison während des Vogelzuges ihren Betrieb aufnehmen konnte. Erster von der Gesellschaft angestellter Kojenmann war Cornelius Peters, der die Einrichtung von 1867 bis 1890 betreute. Er hinterließ ein Tagebuch, in dem er die Entenfänge protokollierte. Für ihre Tätigkeit erhielten die Kojenmänner eine Prämie, die sich nach der Zahl der erlegten Enten richtete.
Zunächst war der Ertrag mäßig. Er steigerte sich aber allmählich auf schließlich zwischen 10.000 und 20.000 Enten jährlich. Dies ging weit über den Eigenbedarf der Inselbevölkerung, die Ende des 19. Jahrhunderts etwa 600 Personen umfasste, hinaus. 1896 entstand daraufhin in Nebel eine Konservenfabrik. Sie lieferte die eingemachten Wildenten in etliche Städte des Deutschen Reiches, vornehmlich aber an die Hotels und Pensionen, die im Zuge des sich entwickelnden Fremdenverkehrs entstanden.

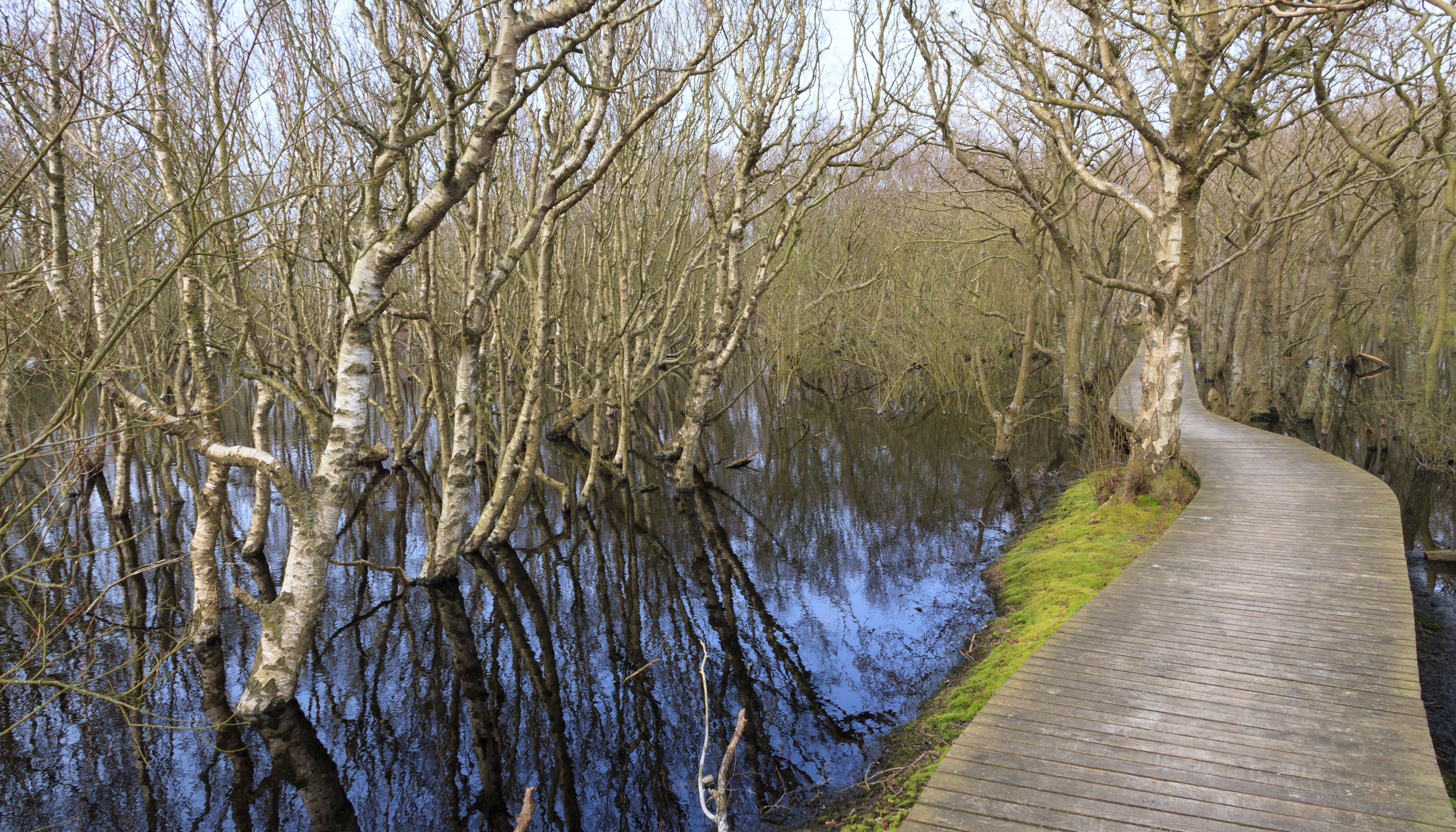
Bruchwald an der Vogelkoje.

Ende der 1920er- und zu Beginn der 1930er-Jahre nahmen die Fangzahlen deutlich ab und brachen schließlich ganz ein. 1930 schloss die Konservenfabrik ihre Tore und schließlich musste 1937 auch die Vogelkoje Meeram den Fangbetrieb einstellen. Im Jahre 1952 übernahm die Gemeinde Nebel die Vogelkoje, um sie als Anschauungsobjekt auszugestalten.
Der Verein Öömrang Ferian, die Amrum Touristik, die Jägerschaft Amrum und die Gemeinde Nebel gaben 2009 mit Mitteln aus der Bingo! Umweltlotterie die Entwicklung eines Rahmenkonzeptes für den Naturerlebnisraum „Vogelkoje Meeram“ in Auftrag, das schließlich mit der Hilfe von Fördermitteln der Aktivregion Uthlande sowie der Europäischen Union umgesetzt werden konnte.
Der damalige Bürgermeister von Nebel, Bernd Dell-Missier, erhielt im Juni 2011 die Ernennungsurkunde für den Naturerlebnisraum „Vogelkoje Meeram“ von Hans-Adolf Wrage. Der Biologe war seinerzeit im Ministerium für Landwirtschaft, Umwelt und ländliche Räume in Schleswig-Holstein verantwortlich für Naturerlebnisräume und Naturparke.
Im Umfeld der Vogelkoje gediehen auf der fast baumlosen Insel die ersten schnellwüchsigen Bäume wie Erlen, Pappeln und Birken, die zur Tarnung der Pirschwege des Kojenmannes angepflanzt wurden. Sie bildeten bald den ersten zusammenhängenden Baumbestand auf der Insel. Heute ist die Vogelkoje von Bruchwald umwachsen. Sie ist als Vogelfreistätte Brut- und Rastplatz vieler Vögel, unter anderem der Graugans.

### Der Naturerlebnisraum „Vogelkoje Meeram“

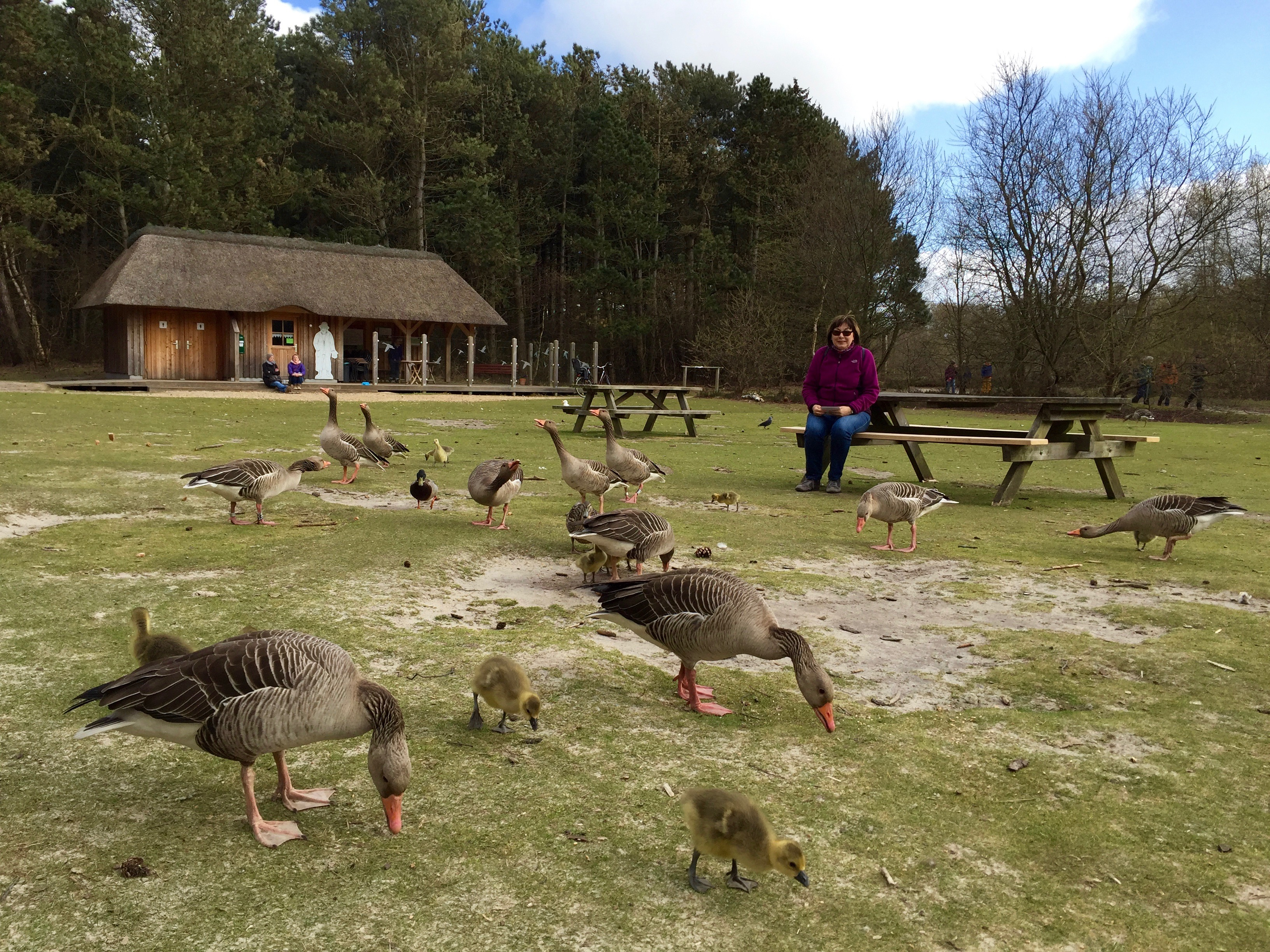
Der Vorplatz mit dem Servicepavillon.

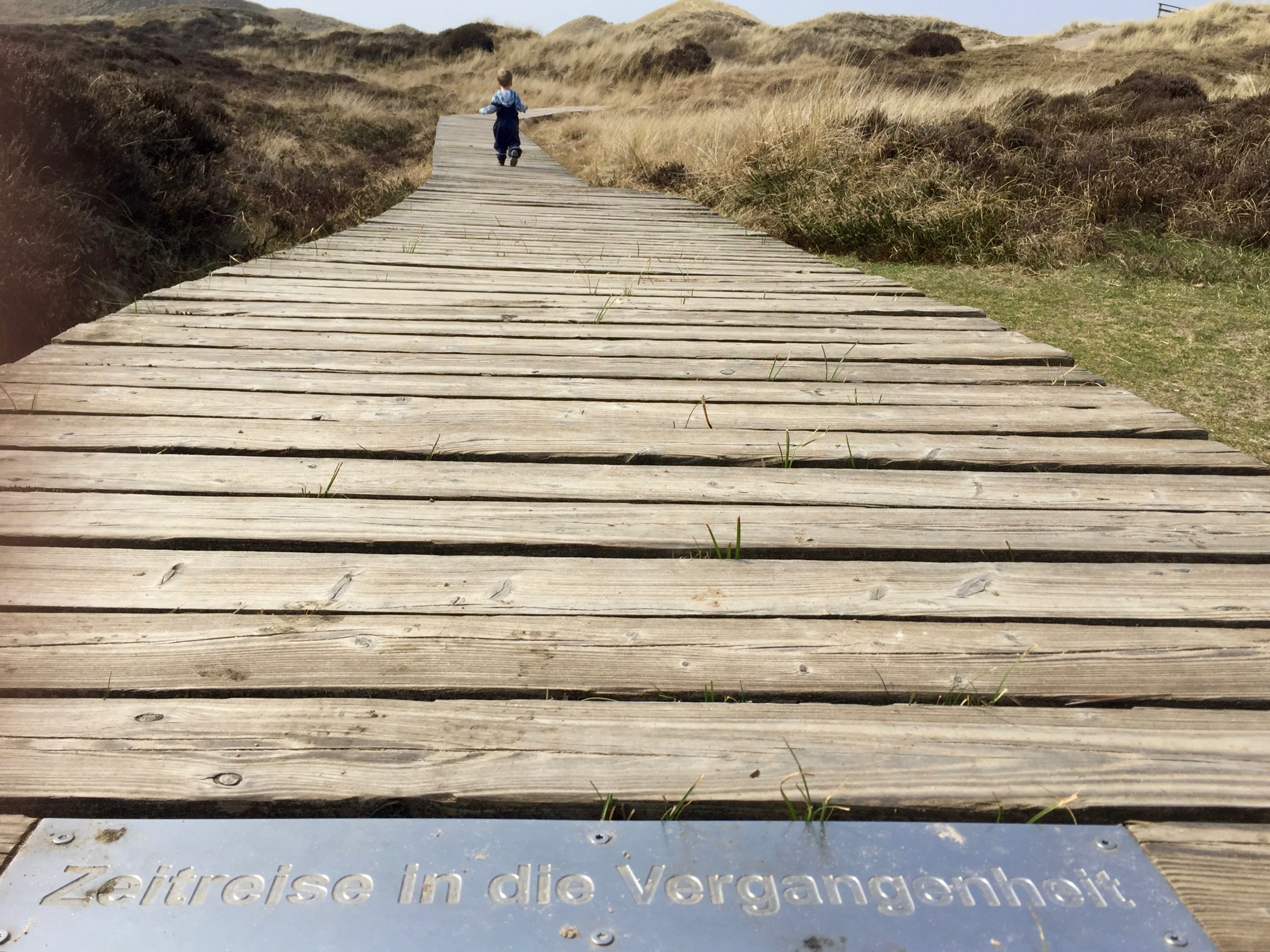
Bohlenweg in das archäologische Areal.

Der Naturerlebnisraum „Vogelkoje Meeram“ gliedert sich in mehrere Bereiche. Auf der rund 1.700 m² großen Freifläche des Vorplatzes der Vogelkoje ließen die Kooperationspartner 2014 einen Spielplatz erneuern sowie einen Servicepavillon aufstellen. Dafür investierten sie rund 100.000 Euro.
Direkt auf dem Vorplatz befindet sich der Eingang zur Vogelkoje. Sie gilt als ein Kulturdenkmal aus der Zeiten der Selbstversorgung auf den Inseln. In den Sommermonaten besuchen täglich bis zu 300 Menschen die Anlage. Sie bewegen sich über einen barrierefreien Bohlenweg, der auch durch die angrenzenden Biotope (Dünen, Heide, Wald und Feuchtgebiete) führt, durch die Vogelkoje. An verschiedenen Tafeln und Elementen können sie sich über Einzelheiten und Hintergründe zur Vogelkoje, zur Natur rund um die Vogelkoje mit ihren Tieren und Biotopen und zum Einfluss des Menschen auf die Natur informieren. Im „Vogelkojenwärterhäuschen“, das seit 2014 auch im Inneren dem ursprünglichen Zustand nachempfunden ist, ist eine Ausstellung über das Leben und die Behausung des Kojenwärters zu sehen.

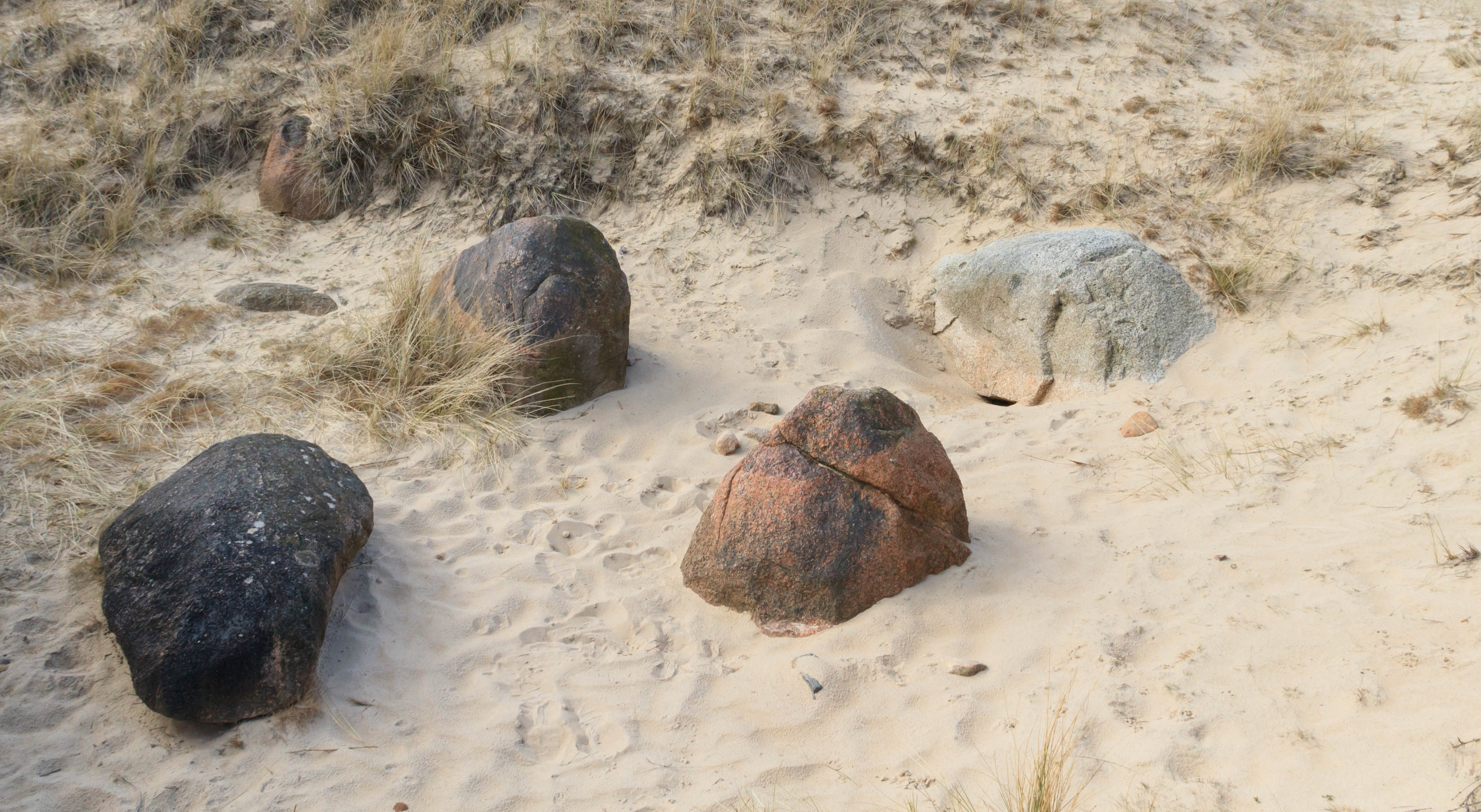
Die steinzeitliche Grabstelle („Langbett“) im archäologischen Areal.

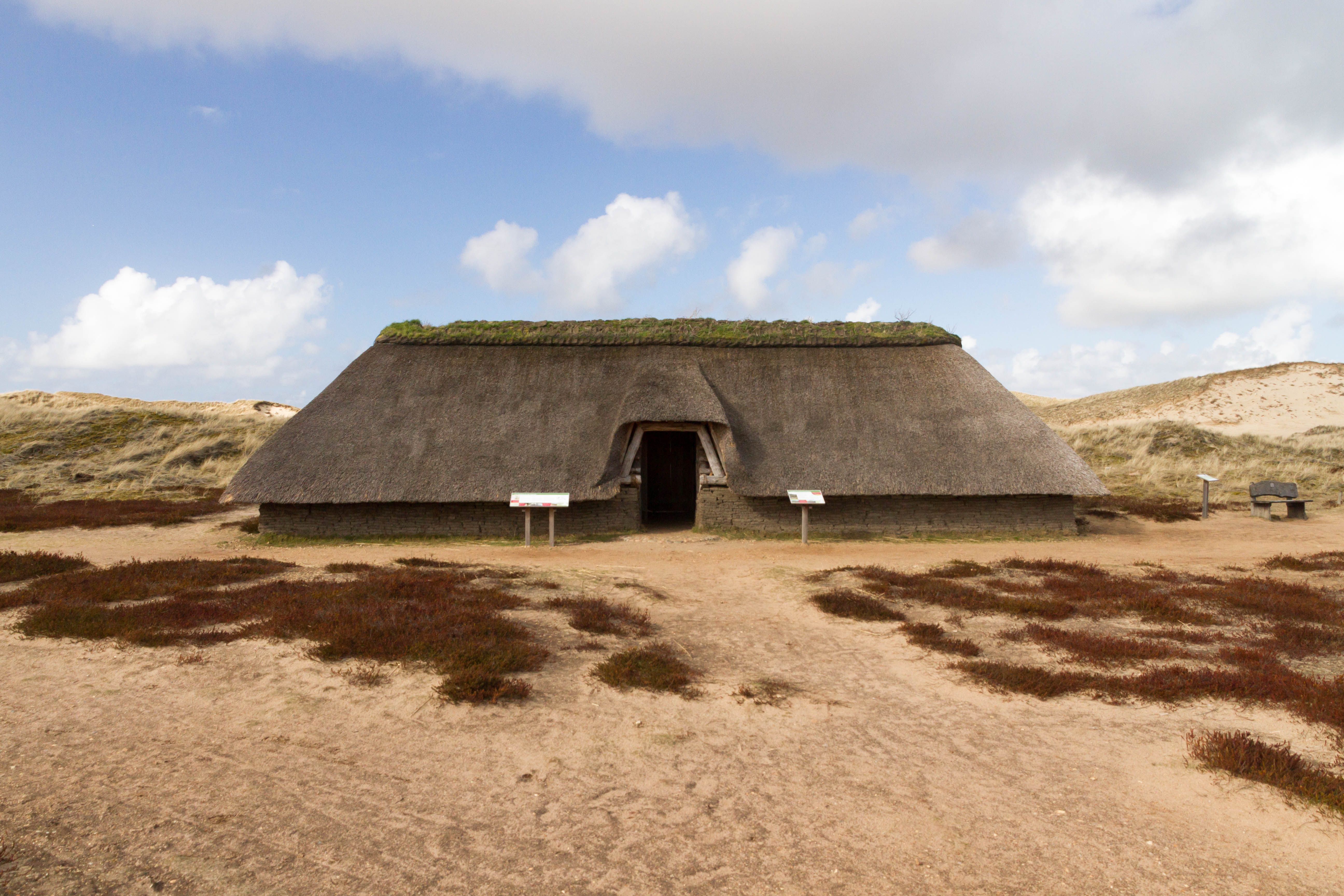
Der Nachbau eines eisenzeitlichen Hauses.

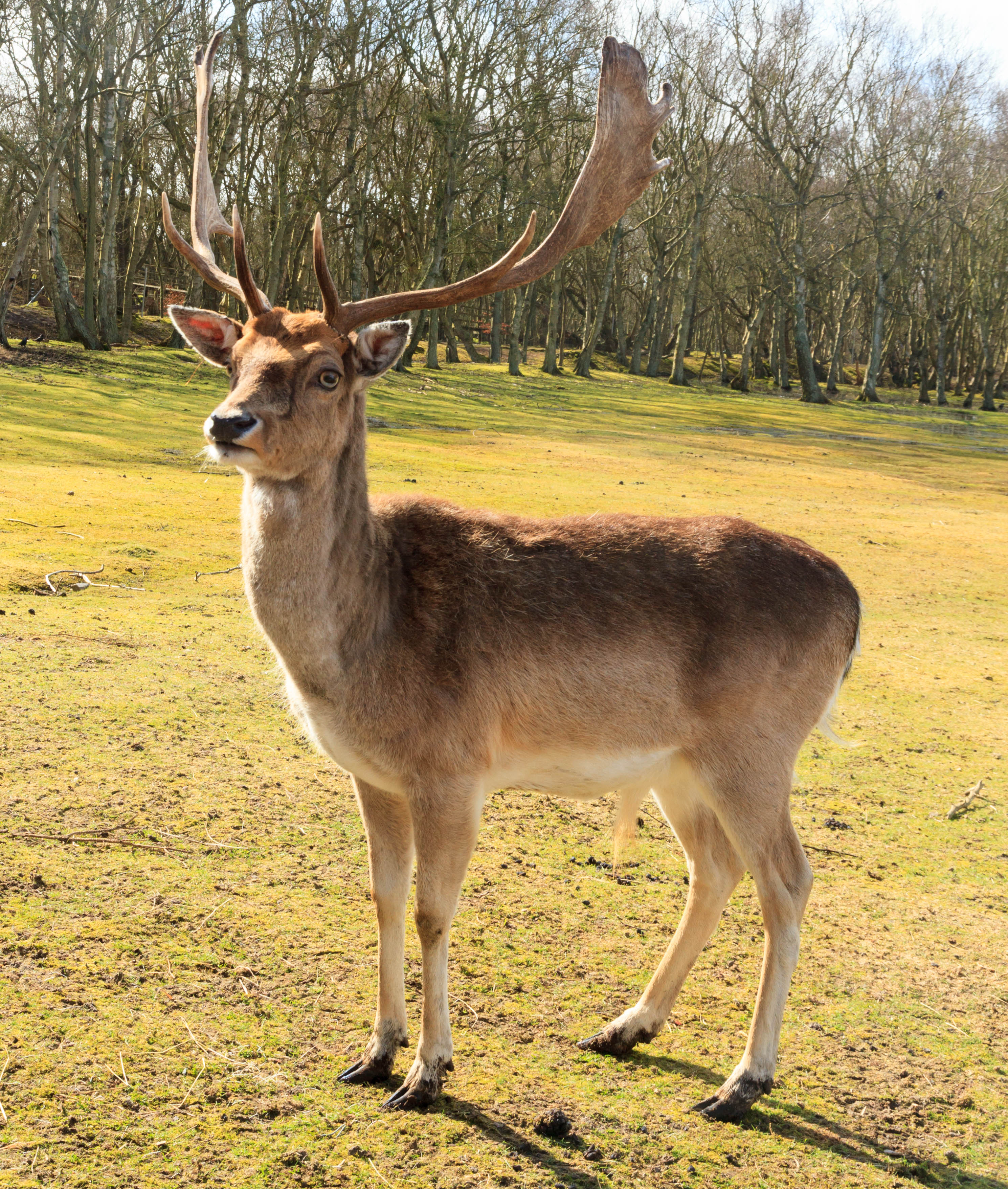
In einem Gehege lebt Damwild

Teil des Naturerlebnisraumes Vogelkoje Meeram ist auch das archäologische Areal, das sich in Richtung Dünen und Quermarkenfeuer anschließt. Auf dem Gebiet gibt es ausgedehnte Grabungsstellen mit Funden aus der Stein- bis zur Eisenzeit. Eine steinzeitliche Grabstelle („Langbett)“ und einzelne Hausgrundrisse sind im Boden zu sehen und seit 2014 macht der Nachbau eines eisenzeitlichen Hauses die Lebensumstände in der Frühgeschichte nachvollziehbar. Auch dieses Areal können Besucher über verschiedene Bohlenwege erschließen, die sie an die wichtigsten Fund- und Beobachtungsstellen heranführen, wo auf Tafeln weitere Informationen zu finden sind. Das „Naturzentrum Amrum“ bietet regelmäßig Führungen im Naturerlebnisraum Vogelkoje Meeram an.
Ziel des Naturerlebnisraum „Vogelkoje Meeram Amrum“ ist es, „den Natur- und Kulturraum des Areals für die Besucher erlebbar zu gestalten, anschauliche Informationen bereitzustellen und die Gäste für die natürlichen Abläufe und die Geschichte der Insel Amrum zu sensibilisieren“.
Enten, Gänse und andere Wildvögel können sich frei über das gesamte Gelände bewegen, in einem Gehege lebt Damwild.